# Delphine Py-Bilot
Pour les articles homonymes, voir Py.
Delphine Py-Bilot née le 27 janvier 1979 à Montpellier, est une triathlète française. 

## Biographie
Elle est également professeur de mathématiques au collège Du Pic St Loup à Saint-Clément-de-Rivière. Mariée, mère d'une fille, elle a pour la première fois participé à une compétition à l'âge de 10 ans à Pont-de-Salars en Aveyron et a poursuivi à l'UNSS où elle obtient deux titres de championne de France UNSS (minime en 1994 à Dijon et cadette en 1996 à Saint-Quentin-en-Yvelines).
Elle remporta trois fois le Grand Prix de triathlon féminin avec le club de Beauvais (2003, 2006 et 2009).
Delphine Py-Bilot a mis un terme à sa carrière de triathlète le 28 septembre 2013. Elle continue la course à pied, son sport de prédilection.

## Clubs successifs
- Jusqu'en 2002 : Montpellier Triathlon
- 2003-2010 : Beauvais Triathlon[2]
- Depuis 2010 : Charleville Triathlon Ardennes (CTA)[4]

## Palmarès
Le tableau présente les résultats les plus significatifs (podium) obtenus sur le circuit national et international de triathlon depuis 2000,.
| Année      | Compétition                                           | Position           | Temps  |
| ---------- | ----------------------------------------------------- | ------------------ | ------ |
| 2011       | Grand Prix de triathlon avec Charleville Tri Ardennes |                    |        |
| 2009       | Grand Prix de triathlon avec Beauvais Triathlon       |                    |        |
| 2006       | Grand Prix de triathlon avec Beauvais Triathlon       |                    |        |
| 2006       | Coupe de France des clubs avec Beauvais Triathlon     |                    |        |
| 2005       | Grand Prix de triathlon - Étape de La Baule           | Médaille de bronze | Timing |
| 2005       | Championnat de France                                 |                    | Timing |
| 2005       | Grand Prix de triathlon avec Beauvais Triathlon       |                    |        |
| 2005       | Coupe de France des clubs avec Beauvais Triathlon     |                    |        |
| 2003       | Grand Prix de triathlon avec Beauvais Triathlon       |                    |        |
| 2003       | Coupe de France des clubs avec Beauvais Triathlon     |                    |        |
| 2000       | GP de triathlon - Étape de Saint-Quentin-en-Yvelines  | Médaille d'or      | Timing |
| Athlétisme |                                                       |                    |        |
| 2009       | Championnat de Languedoc-Roussillon de cross-country  |                    | Timing |

## Records personnels
| Épreuve    | Épreuve  | Performance | Lieu      | Date         |
| ---------- | -------- | ----------- | --------- | ------------ |
| Athlétisme | 1 500 m  | 4 min 38 s  |           |              |
| Athlétisme | 3 000 m  | 9 min 56 s  | Martigues | 2006         |
| Athlétisme | 10 000 m | 34 min 56 s | Narbonne  | 27 juin 2009 |
| Natation   | 400 m    | 4 min 59 s  |           |              |
| Natation   | 3 000 m  | 40 min 23 s |           |              |